# نیکول آلمان
نیکول آلمان (آلمانی: Nicole Allmann؛ زادهٔ ۱۴ فوریهٔ ۱۹۷۵) بازیگر، کمدین، مدل، نویسنده اهل اتریش است.
وی دانش‌آموختهٔ رشتهٔ حقوق در دانشکده حقوق دانشگاه لودویگ ماکسیمیلیان مونیخ است. وی همچنین دارای مدرک بازیگری از مدرسهٔ بازیگری در زوریخ است.
از فیلم‌ها یا مجموعه‌های تلویزیونی که وی در آن‌ها نقش داشته‌است، می‌توان به عشق ممنوعه اشاره نمود.